# Okręg wyborczy Walia
Okręg wyborczy Walia – okręg wyborczy do Parlamentu Europejskiego (PE) obejmujący cały obszar Walii. Został utworzony w 1999 w ramach reformy sposobu wybierania brytyjskiej delegacji do PE, zastępując pięć dotychczasowych okręgów jednomandatowych (North Wales, Mid and West Wales, South Wales East, South Wales Central, South Wales West). Pierwotnie liczył pięć mandatów, od 2004 wybiera się w nim czterech europosłów. Stosowana jest ordynacja proporcjonalna i metoda D’Hondta.

## Lista posłów
| kadencja  | posłowie       | posłowie      | posłowie       | posłowie   | posłowie            |
| --------- | -------------- | ------------- | -------------- | ---------- | ------------------- |
| 1999–2004 | Jonathan Evans | Eluned Morgan | Glenys Kinnock | Jill Evans | Eurig Wyn           |
| 2004–2009 | Jonathan Evans | Eluned Morgan | Glenys Kinnock | Jill Evans | mandat zlikwidowany |
| 2009–2014 | Kay Swinburne  | John Bufton   | Derek Vaughan  | Jill Evans | mandat zlikwidowany |
| 2014–2019 | Kay Swinburne  | Nathan Gill   | Derek Vaughan  | Jill Evans | mandat zlikwidowany |